# Thitiphan Puangjan
Thitiphan Puangjan (en thaï : ฐิติพันธ์ พ่วงจันทร์), né le 1er septembre 1993, est un footballeur thaïlandais.

## Biographie
Puangjan commence sa carrière professionnelle en 2011 avec le club du Muangthong United. En 2011, il est prêté au Suphanburi FC. En 2012, il retourne à la Muangthong United. En 2016, il est transféré au Chiangrai United. En 2018, il est transféré au Bangkok Glass (BG Pathum United). En 2019, il est prêté au Oita Trinita. En 2020, il retourne à la BG Pathum United.
Il compte 33 sélections et 6 buts en équipe nationale du Thaïlande.